# Kxngeal Inlet

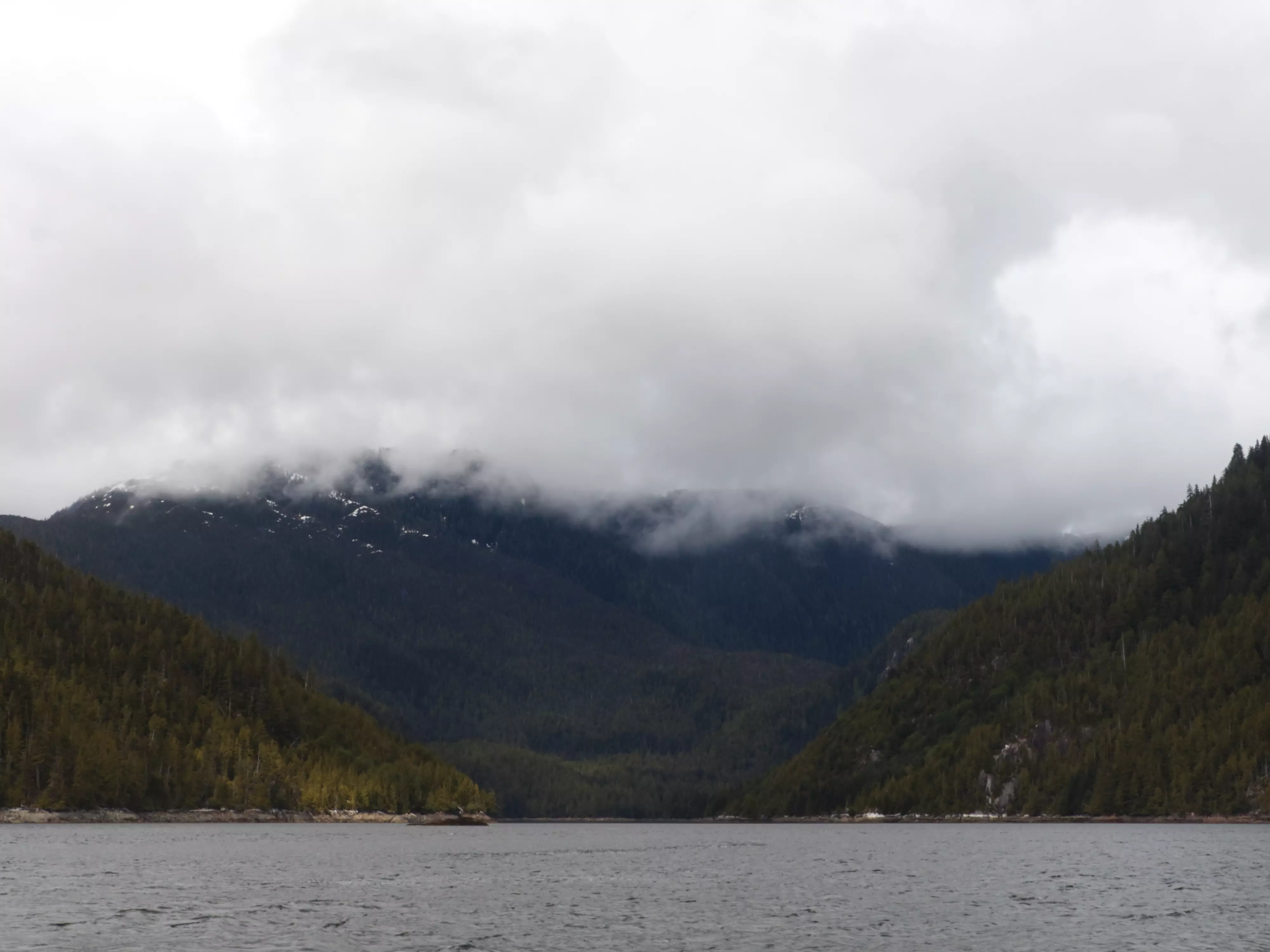
Kxngeal Inlet gezien vanaf Grenville Channel

De Kxngeal Inlet is een inham in het westen van Brits-Columbia in Canada.

## Geografie
De inham heeft een lengte van ongeveer 2,5 kilometer en snijdt in op het vasteland van Canada. In het zuiden mondt de inham uit in het Grenville Channel. Aan de monding is de inham ongeveer 780 meter breed en ongeveer halverwege op het smalst met ongeveer 290 meter breed.
Op ongeveer 12 kilometer naar het noordwesten ligt de Baker Inlet en op ongeveer zeven kilometer naar het zuidoosten de Klewnuggit Inlet.
De inham wordt beschouwd als onderdeel van de traditionele territoria van de Kitsumkalum, een Galts'ap van de Tsimshian-natie.
Het waterlichaam ligt in de mariene ecoregio Noord-Amerikaans Pacifisch Fjordland.